# Parc national Los Mármoles
Le parc national Los Mármoles (espagnol : Parque nacional Los Mármoles) est un parc national du Mexique situé en Hidalgo. Cette aire protégée de 231,5 km2 a été créée le 8 septembre 1936.